# Transhumanismo

Símbolo H+ del transhumanismo.

La evolución según el transhumanismo.

El transhumanismo (abreviado como H+ o h+) es un movimiento cultural e intelectual internacional que tiene como objetivo final transformar la condición humana mediante el desarrollo y fabricación de tecnologías ampliamente disponibles, que mejoren las capacidades humanas, tanto a nivel físico como psicológico o intelectual. Los pensadores transhumanistas estudian los posibles beneficios y peligros de las nuevas tecnologías que podrían superar las limitaciones humanas fundamentales, como también la tecnoética adecuada a la hora de desarrollar y usar esas tecnologías. Estos especulan sosteniendo que los seres humanos pueden llegar a ser capaces de transformarse en seres con extensas capacidades, merecedores de la etiqueta «posthumano».
El significado contemporáneo del término transhumanismo fue forjado por uno de los primeros profesores de futurología, Fereidoun M. Esfandiary, conocido como FM-2030, que pensó en «los nuevos conceptos del humano» en La Nueva Escuela alrededor de 1960, cuando comenzó a identificar a las personas que adoptan tecnologías, estilos de vida y visiones del mundo transicionales a «posthumanas» como «transhumanos». Esta hipótesis se sostendría en los trabajos del filósofo estadounidense Max More, quien empezaría a articular los principios del transhumanismo como una filosofía futurista en 1990, y a organizar en California un grupo intelectual que desde ese entonces creció en lo que hoy se llama el movimiento internacional transhumanista.
Influenciado por trabajos y obras primarias de ciencia ficción, la visión transhumanista de una futura humanidad diferente ha atraído a muchos partidarios y detractores de una amplia gama de perspectivas. El transhumanismo ha sido descrito por Francis Fukuyama como «la idea más peligrosa del mundo», mientras que Ronald Bailey considera que es un «movimiento que personifica las más audaces, valientes, imaginativas e idealistas aspiraciones de la humanidad». Algunos autores consideran que la humanidad ya sería transhumana, porque los progresos médicos en los últimos siglos han alterado de manera significativa nuestra especie. Sin embargo, no lo sería de una forma consciente y, por tanto, transhumanista.

## Historia

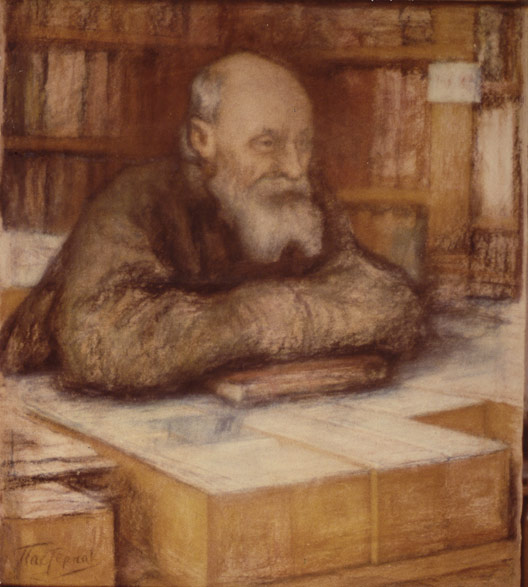
Nikolái Fiódorovich Fiódorov.

Según Nick Bostrom, impulsos transcendentalistas de esta índole se han expresado al menos desde la misma búsqueda de la inmortalidad en el Poema de Gilgamesh, así como también en las misiones históricas de la fuente de la juventud, el elixir de la vida, y otros esfuerzos de querer vencer al envejecimiento y la muerte. Uno de los primeros precursores de las ideas transhumanistas está en el Discurso del método (1637) de René Descartes, en donde Descartes imaginó un tipo de medicina que podría otorgar tanto inmortalidad física como mentes más fuertes.
En su primera edición de Political Justice (1793), William Godwin incluyó argumentos a favor de la posibilidad de la "inmortalidad terrenal" (lo que ahora se llamaría inmortalidad física). Godwin exploró los temas de la prolongación de la vida y la inmortalidad en su novela gótica St. Leon, que se hizo popular (y notoria) en el momento de su publicación en 1799, pero que ahora está casi olvidada. St. Leon pudo haber sido la inspiración para la novela Frankenstein de su hija Mary Shelley.
Existe un debate sobre si la filosofía de Friedrich Nietzsche puede considerarse como una influencia del transhumanismo, a pesar de la exaltación del "Übermensch" (el superhombre), debido a su énfasis en la autoactualización en lugar de la transformación tecnológica. Los filósofos transhumanistas Max More y Stefan Lorenz Sorgner han sido fuertemente influenciados por el pensamiento nietzscheano. En contraste, The Transhumanist Declaration "aboga por el bienestar de toda la sensibilidad (ya sea en intelectos artificiales, humanos, posthumanos o animales no humanos)".
El cosmismo ruso ha tenido una posterior repercusión en el transhumanismo. De esta forma, el filósofo cosmista Nikolái Fiódorovich Fiódorov fue un precursor del transhumanismo.

### Primeras propuestas transhumanistas

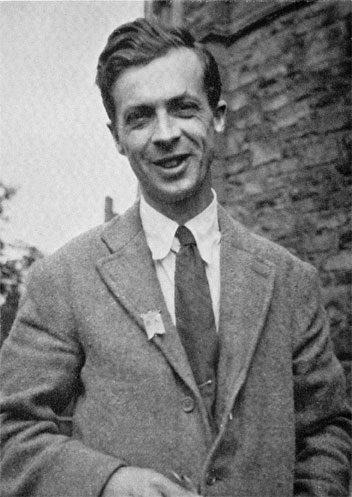
Julian Huxley, nieto de T. H. Huxley, biólogo, fue uno de los primeros que acuñó el término transhumanismo en 1957.

Las ideas fundamentales del transhumanismo fueron planteadas por primera vez en 1923 por el genetista británico J. B. S. Haldane en su ensayo Dédalo e Ícaro: La ciencia y el futuro, que predijo que los grandes beneficios provendrían de las aplicaciones de las ciencias avanzadas a la biología humana. En particular, él estaba interesado en el desarrollo de la ciencia de la Eugenesia, en la ectogénesis (la creación y la sostenibilidad de la vida en un ambiente artificial), y en la aplicación de la genética para mejorar características humanas, como la salud y la inteligencia.
Su artículo provocó una avalancha de interés académico y popular. J. D. Bernal, un cristalógrafo de la Universidad de Cambridge, escribió El mundo, la carne y el diablo en 1929, en la cual especula sobre las perspectivas de colonización espacial y sobre cambios radicales en el cuerpo humano y la inteligencia a través de la biónica y las mejoras cognitivas.
El biólogo Julian Huxley es generalmente considerado como el fundador del "transhumanismo", acuñando el término en un artículo escrito en 1957:

Hasta ahora la vida humana ha sido, en general, como Hobbes la describió, "desagradable, brutal y corta"; la gran mayoría de los seres humanos (si aún no han muerto jóvenes) han sido afectados con la miseria... podemos sostener justificadamente la creencia de que existen estas tierras de posibilidad, y que las actuales limitaciones y frustraciones miserables de nuestra existencia podrían ser en gran medida sobrellevadas... La especie humana puede, si lo desea, trascenderse a sí misma - y no sólo de forma esporádica, un individuo aquí de una manera, un individuo no de otra manera, sino en su totalidad, como humanidad.

Esta definición difiere, aunque no sustancialmente, de su único uso común desde los 1980s. Las ideas planteadas por estos pensadores fueron exploradas en la ciencia ficción de los 1960s; notablemente en la película 2001: Una Odisea del espacio de Stanley Kubrick, basada en el relato El centinela de Arthur C. Clarke, en la que un artefacto alienígena otorga un poder trascendental a su portador.

### Inteligencia artificial y la singularidad tecnológica
El científico informático Marvin Minsky escribió sobre las relaciones entre el ser humano y la inteligencia artificial empezando en los 1960s. En las décadas siguientes, este campo siguió generando pensadores influyentes, como Hans Moravec y Raymond Kurzweil, que osciló entre el ámbito técnico y en especulaciones futuristas en la vena transhumanista. La coalescencia de un movimiento transhumanista identificable comenzó en las últimas décadas del siglo XX. En 1972, Robert Ettinger contribuyó al concepto de "transhumanidad" en su libro Man into Superman. FM-2030 publicó el Upwingers Manifesto en 1973.

### Crecimiento del transhumanismo
Los primeros autodenominados transhumanistas se reunieron formalmente a principios de 1980 en la Universidad de California en Los Ángeles, que se convirtió en el centro principal del pensamiento transhumanista. Allí, FM-2030 dio clases sobre sus ideas futuristas. En el local del EZTV, frecuentado por transhumanistas y otros futuristas, Natasha Vita-More presentó Breaking Away, su película experimental de 1980, que trata de la destrucción de las limitaciones biológicas, comparándolas con la gravedad terrestre, que se fue superando a medida que nos aventuramos en el espacio. FM-2030 y Vita-More empezaron a organizar encuentros de transhumanistas en Los Ángeles, a los que acudían estudiantes de los cursos de FM-2030 y público de las producciones artísticas de Vita-More. En 1982, Vita-More escribió el Transhumanist Arts Statement, y seis años más tarde produjo el programa de televisión por cable TransCentury Update sobre la transhumanidad, un programa que llegó a tener más de cien mil espectadores.
En 1986, Eric Drexler publicó Engines of Creation: The Coming Era of Nanotechnology, que discutía las posibilidades de la nanotecnología y los ensambladores moleculares, y fundó el Foresight Institute. Por su parte las oficinas del Alcor Life Extension Foundation, como sede de la primera organización sin ánimo de lucro destinada a la investigación y el fomento de la criónica, pasaron a ser un centro de importancia para los futuristas. En 1988, durante el auge de la cibercultura, el filósofo Max More fundó el Instituto Extropiano y, en 1990, fue el responsable principal de una doctrina formal transhumanista que tomó la forma de Principles of Extropy. En 1990 estableció los fundamentos del transhumanismo moderno dándole una nueva definición:

El transhumanismo es una clase de filosofías que buscan guiarnos hacia una condición poshumana. El transhumanismo comparte muchos elementos del humanismo, incluyendo un respeto por la razón y la ciencia, un compromiso con el progreso, y una valoración de la existencia humana (o transhumana) en esta vida. […] El transhumanismo difiere del humanismo en reconocer y anticipar las alteraciones radicales en la naturaleza y las posibilidades de nuestras vidas resultado de varias ciencias y tecnologías […].

En 1998 los filósofos Nick Bostrom y David Pearce fundaron la World Transhumanist Association (WTA), una organización internacional no gubernamental que trabaja por el reconocimiento del transhumanismo como un objeto legítimo de la investigación científica y la política.
En 1999, la WTA redactó y aprobó la Declaración Transhumanista.
The Transhumanist FAQ, preparado por la WTA, dio dos definiciones formales de transhumanismo:

1: El movimiento intelectual y cultural que afirma la posibilidad y la deseabilidad de mejorar fundamentalmente la condición humana a través de la razón aplicada, especialmente desarrollando y haciendo disponibles tecnologías para eliminar el envejecimiento y mejorar en gran medida las capacidades intelectuales, físicas y psicológicas.

2: El estudio de las ramificaciones, promesas y peligros potenciales de las tecnologías que nos permitirán superar limitaciones humanas fundamentales, y el estudio relacionado de las materias éticas involucradas en desarrollar y emplear tales tecnologías.

Anders Sandberg, un académico y transhumanista prominente, ha recopilado varias definiciones similares. El término «transhumanismo» se emplea a menudo como sinónimo de «mejora humana».
El transhumanismo recibe a veces el nombre erróneo de «posthumanismo». Según una interpretación, el transhumanismo está subordinado a la crítica posmoderna del humanismo conocido como poshumanismo, y aunque todos los transhumanistas pueden ser en este sentido poshumanistas, no se ha dicho, ni se debe decir, que todos los poshumanistas son transhumanistas.
En contraste con el Instituto Extropiano, los miembros de la WTA consideran que el impacto tecnológico sobre la sociedad hace necesario prestar la misma atención a las cuestiones sociales que a las técnicas. Una preocupación en particular es el acceso igualitario a las tecnologías de mejora humana de todas las clases sociales y regiones. En 2006, una batalla política en el interior del movimiento transhumanista entre el liberalismo libertario y la izquierda liberal ascendente resultó en una reubicación de la WTA en el centro izquierda del espectro político bajo la dirección de James Hughes. En 2006 el consejo directivo del Instituto Extropiano detuvo las operaciones de la organización y declararon que su misión estaba «esencialmente completada». Esto dejó a la World Transhumanist Association como principal referente del movimiento transhumanista.
La Humanity Plus o Asociación Transhumanista Mundial es una organización sin fines de lucro que trabaja para promover la discusión de las posibilidades de mejora radical de las capacidades humanas por medio de las tecnologías basadas en la nanotecnología, en la ingeniería genética y en la cibernética, fundada originalmente por Nick Bostrom y David Pearce en 1998.
El blog temático transhumanista de Zoltan Istvan esta en medios mainstream como Psychology Today y The Huffington Post.
El primer transhumanista miembro electo de un Parlamento es Giuseppe Vatinno, en Italia.
En 2017, el Penn State University Press, en cooperación con el filósofo Stefan Lorenz Sorgner y el sociólogo James Hughes, estableció el Journal of Posthuman Studies como la primera revista académica dedicada explícitamente al posthumanismo, con el objetivo de aclarar las nociones de posthumanismo y transhumanismo, así como comparar y contrastar ambos.

## Manifiesto transhumanista
La primera declaración transhumanista fue formulada por FM-2030 en su Upwingers Manifesto en 1973, como una visión optimista del futuro y una referencia a la idea política de que ni la izquierda ni la derecha realizarían los cambios necesarios en un futuro positivo.
En 1990, un código más formal y concreto para los transhumanistas libertarios tomó la forma de los Principios Transhumanistas de Extropía (Principios Transhumanistas de Extropía), siendo el extropismo una síntesis del transhumanismo y el neoliberalismo. Y finalmente, en 1999, la Asociación Mundial Transhumanista, cuyos miembros son centristas abrumadoramente convencidos de las virtudes de la democracia liberal, escribe y adopta la Declaración Transhumanista:
1. En el futuro, la humanidad cambiará de forma radical por causa de la tecnología. Prevemos la viabilidad de rediseñar la condición humana, incluyendo parámetros tales como lo inevitable del envejecimiento, las limitaciones de los intelectos humanos y artificiales, la psicología indeseable, el sufrimiento, y nuestro confinamiento al planeta Tierra.
2. La investigación sistemática debe enfocarse en entender esos desarrollos venideros y sus consecuencias a largo plazo.
3. Los transhumanistas creemos que siendo generalmente receptivos y aceptando las nuevas tecnologías, tendremos una mayor probabilidad de utilizarlas para nuestro provecho que si intentamos condenarlas o prohibirlas.
4. Los transhumanistas defienden el derecho moral de aquellos que deseen utilizar la tecnología para ampliar sus capacidades mentales y físicas y para mejorar su control sobre sus propias vidas. Buscamos crecimiento personal más allá de nuestras actuales limitaciones biológicas.
5. De cara al futuro, es obligatorio tener en cuenta la posibilidad de un progreso tecnológico dramático. Sería trágico si no se materializaran los potenciales beneficios a causa de una tecnofobia injustificada y prohibiciones innecesarias. Por otra parte, también sería trágico que se extinguiera la vida inteligente a causa de algún desastre o guerra ocasionados por las tecnologías avanzadas.
6. Necesitamos crear foros donde la gente pueda debatir racionalmente qué debe hacerse, y un orden social en el que las decisiones serias puedan llevarse a cabo.
7. El transhumanismo defiende el bienestar de toda conciencia (sea en intelectos artificiales, humanos, animales no humanos, o posibles especies extraterrestres) y abarca muchos principios del humanismo laico moderno. El transhumanismo no apoya a ningún grupo o plataforma política determinada.[47]

## Teoría
Es una cuestión de debate si el transhumanismo es una rama del "posthumanismo" y cómo el posthumanismo debe ser conceptualizado en relación con el transhumanismo. Este último se refiere a menudo a una variante o forma activista del posthumanismo por sus críticas desde el conservadurismo, el cristianismo y el progresismo.
Una característica filosófica común del transhumanismo y del posthumanismo es la visión de futuro de una nueva especie inteligente, hacia la cual la humanidad va a evolucionar, que complementaría a la humanidad o incluso la suplantaría. El transhumanismo enfatiza la perspectiva evolutiva, incluyendo a veces la creación de una especie animal altamente inteligente por medio de mejoras cognitivas (elevación biológica), pero se aferra a un "futuro posthumano" como su meta final la evolución participe.
Sin embargo, la idea de crear inteligencia artificial, propuesta, por ejemplo, por el investigador en robótica Hans Moravec, ha influenciado el transhumanismo. Las ideas de Moravec y el transhumanismo también han sido caracterizadas como "complacentes" o "apocalípticas" variantes del "posthumanismo" y contrastadas con el "posthumanismo cultural" en humanidades y en las artes. Los transhumanistas se autocaracterizan como una continuación del humanismo y de la Ilustración.
Algunos humanistas seculares conciben el transhumanismo como un descendiente humanista del movimiento de librepensamiento y argumentan que los transhumanistas difieren de la corriente humanista por tener un enfoque específico en los enfoques tecnológicos para resolver problemas humanos y también sobre la cuestión de la moralidad de la muerte. Aunque otros progresistas han argumentado que posthumanismo, ya se trate de sus formas filosóficas o activistas, equivale a un alejamiento de las preocupaciones sobre la justicia social, de la reforma de las instituciones y de otras preocupaciones de la Ilustración, hacia un narcisismo a través la transcendencia del cuerpo humano en busca del perfeccionismo. En este punto de vista, el transhumanismo es el abandono de las metas del humanismo, la Ilustración y la política progresista.
La filosofía del transhumanismo está estrechamente relacionada con los estudios de la identificación tecnológica; un dominio interdisciplinario de la investigación académica frente a todos los aspectos de la identidad humana en una sociedad tecnológica, que se centra en la naturaleza cambiante de las relaciones entre la tecnología y humanos.

### Objetivos

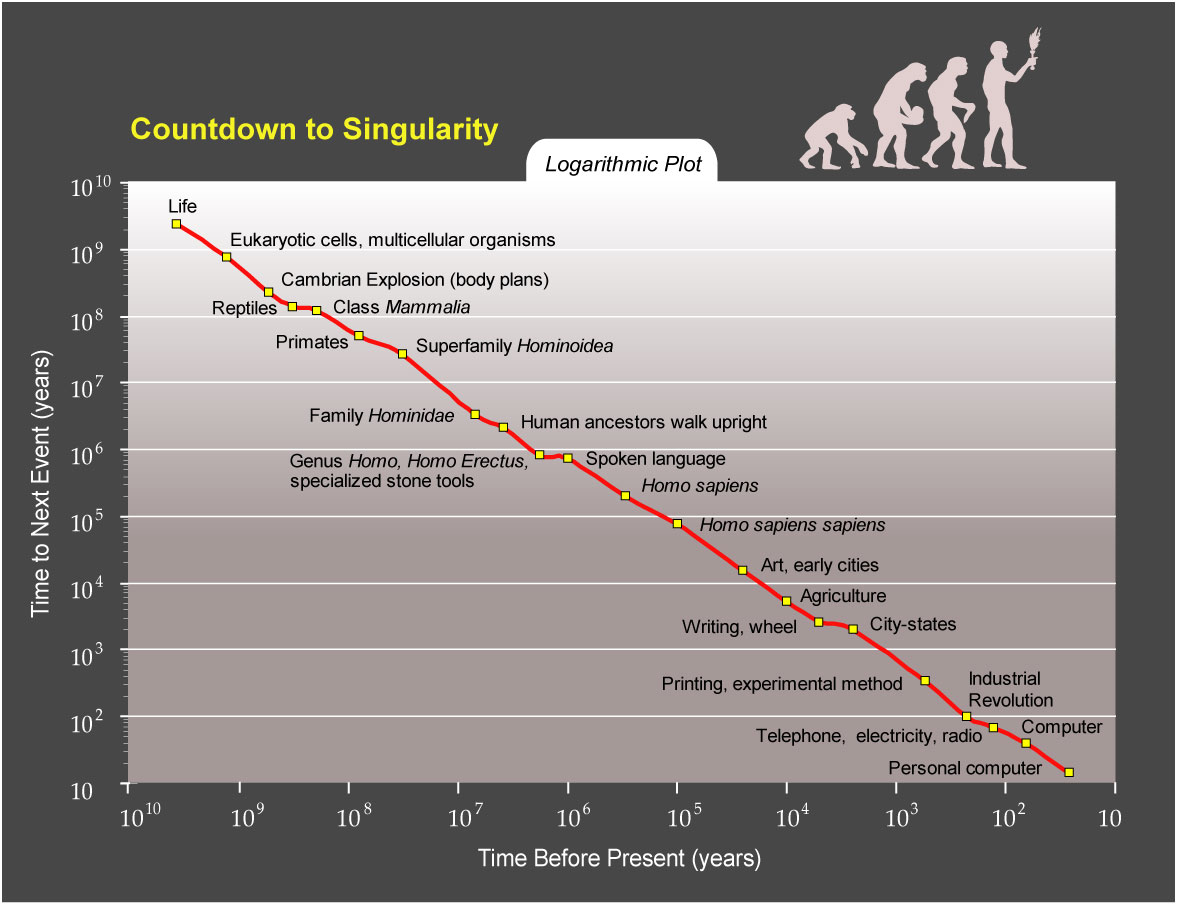
Raymond Kurzweil cree que una cuenta atrás para cuando "se transformará irreversiblemente la vida humana" se puede hacer por medio de la representación de los grandes acontecimientos mundiales en un gráfico.

Aunque muchos teóricos y partidarios del transhumanismo buscan aplicar la razón, la ciencia y la tecnología para reducir la pobreza, las enfermedades, las discapacidades y la malnutrición en todo el mundo, el transhumanismo se distingue en su enfoque particular en la aplicación de las tecnologías para la mejora de los cuerpos humanos de forma individual. Muchos transhumanistas valoran activamente el potencial de las tecnologías futuras y los sistemas sociales innovadores para mejorar la calidad de toda vida, a la vez que tratan de hacer efectiva la igualdad consagrada en los sistemas políticos y legales democráticos mediante la eliminación de las enfermedades congénitas.
Los filósofos transhumanistas argumentan que no solo existe el imperativo ético perfeccionista de tratar de progresar y mejorar la condición humana, también es posible y deseable para la humanidad el entrar en una fase de la existencia poshumana, en la que los humanos controlen su propio futuro como un proceso evolutivo. En tal fase, la evolución natural sería reemplazada por el cambio deliberado.
Algunos teóricos, como Raymond Kurzweil, piensan que el ritmo de la innovación tecnológica se está acelerando y que en los próximos 50 años se puede producir no solo radicales avances tecnológicos, pero, posiblemente, una singularidad tecnológica, que puede cambiar fundamentalmente la naturaleza de los seres humanos. Los transhumanistas que prevén este cambio tecnológico masivo en general sostienen que es deseable. Aunque algunos también tienen que ver con los posibles peligros del cambio tecnológico extremadamente rápido y proponer opciones para asegurar que la tecnología avanzada se utiliza de manera responsable. Por ejemplo, Bostrom ha escrito mucho sobre el riesgo existencial para el bienestar futuro de la humanidad, incluyendo los riesgos que podrían ser creados por las tecnologías emergentes. Martine Rothblatt, fundadora de United Therapeutics, afirmó que “la vida tiene un propósito; la muerte es opcional; Dios es tecnológico; el amor es esencial”.
Aunque muchas personas creen que todos los transhumanistas se esfuerzan para la inmortalidad, esto no es necesariamente cierto. Hank Pellissier, director general del Institute for Ethics and Emerging Technologies (2011-2012), ahora manejado por Kris Notaro (2012- ) encuestaron transhumanistas, y de 818 encuestados, 23.8% no quería la inmortalidad. Algunas de las razones eran que sería aburrido, la superpoblación de la Tierra, y que "querían ir a la otra vida.”

### Ética
Los transhumanistas se involucran en enfoques interdisciplinarios para entender y evaluar las posibilidades de superar las limitaciones biológicas recurriendo a la futurología y varios campos de la ética. A diferencia de muchos filósofos, críticos sociales, y activistas que ponen el valor moral en la preservación de los sistemas naturales, los transhumanistas ven el mero concepto específico de lo "natural" como problemático, que se convierte en un obstáculo para el progreso.  En consonancia con esto, muchos defensores transhumanistas destacados se refieren a los críticos del transhumanismo en la derecha y la izquierda política en forma conjunta como "bioconservadores" o "bioludistas", el último término alude a los antiindustrialistas del siglo XIX, que fue un movimiento social que se oponía al reemplazamiento de los trabajadores humanos manuales por máquinas.
Muchos creen que el transhumanismo puede causar mejoramiento humano injusto en muchos ámbitos de la vida, especialmente en el plano social. Esto puede ser comparado con el uso de esteroides, en el que si un atleta los usa en los deportes, tiene una ventaja sobre aquellos que no lo hacen. El mismo escenario puede ocurrir cuando las personas tienen ciertos implantes neuronales que les da una ventaja en el lugar de trabajo y en los aspectos educativos.
El filósofo transhumanista David Pearce cree y promueve la idea de que existe un fuerte imperativo ético para que los humanos trabajen hacia la abolición del sufrimiento en toda la vida sensible. Su manifiesto The Hedonistic Imperative describe cómo las tecnologías como la ingeniería genética, la nanotecnología, la farmacología y la neurocirugía podrían converger para eliminar todas las formas de experiencias desagradables entre los animales humanos y no humanos, reemplazando el sufrimiento con gradientes de bienestar, un proyecto al que se refiere como "ingeniería del paraíso".

### Corrientes
Hay una variedad de opiniones o posiciones dentro del pensamiento transhumanista. Muchos de los principales pensadores transhumanistas sostienen puntos de vista que están en proceso de revisión y el desarrollo constante. Algunas corrientes distintivas del transhumanismo se identifican y enumeran aquí en orden alfabético:
- Abolicionismo, una ideología ética basada en una obligación percibida de usar la tecnología para eliminar el sufrimiento involuntario en toda la vida sensible.[65]
- Extropianismo, una escuela temprana de pensamiento transhumanista caracterizada por un conjunto de principios que abogan por un principio proactivo en la evolución humana.[31]
- Inmortalismo, una ideología moral basada en la creencia de que la prolongación de la vida radical y la inmortalidad tecnológica es posible y deseable, abogando investigación y desarrollo para garantizar su realización.[66]
- Posgenerismo, una filosofía social que busca la eliminación voluntaria del género en la especie humana a través de la aplicación de la biotecnología avanzada y tecnológicas de reproducción asistida.[67]
- Postpoliticismo, una propuesta política transhumanista que apunta a la concreción de un Estado Postdemocrático que permita la mejora económica necesaria para aplicar biotecnologías al hombre y potenciar sus capacidades. Plantea la superación de las cuatro teorías políticas clásicas en una nueva basada en libertad, el bienestar y la razón.
- Singularitarianismo, una ideología moral basado en la creencia de que la singularidad tecnológica es posible, y promueven una acción deliberada para efectuar y garantizar su seguridad.[55]
- Tecnicismo, un sistema filosófico, socioeconómico y político que hace referencia a una confianza predominante en la tecnología y al conocimiento técnico como factores benefactores primordiales para la sociedad en su conjunto. Promoviendo así una tecnocracia, ecologismo y una economía post-escasez.
- Tecnogaianismo, una ideología ecológica basada en la creencia de que las nuevas tecnologías pueden ayudar a restaurar el medio ambiente de la Tierra, y que desarrollar tecnología ambiental tendría que ser un objetivo importante de los ambientalistas.[68]
- Transhumanismo democrático, una ideología política que sintetiza la Democracia liberal, socialdemocracia, democracia radical, y el transhumanismo.[68]
- Transhumanismo libertario, una ideología política que sintetiza el libertarianismo y transhumanismo.[60]

### Espiritualidad
Aunque algunos transhumanistas muestran una fuerte espiritualidad, la mayoría no son creyentes.
Una minoría de transhumanistas, sin embargo, siguen formas liberales de tradiciones de la filosofía oriental como el budismo o el yoga o han mezclado sus ideas transhumanistas con religiones occidentales como el cristianismo liberal o el mormonismo.
A pesar de la actitud laica prevaleciente, algunos transhumanistas tienen esperanzas asociadas tradicionalmente a las religiones, como la inmortalidad.
Muchos nuevos movimientos religiosos, originados a finales del siglo XX, han abrazado explícitamente las metas transhumanistas de transformar la condición humana mediante la aplicación de la tecnología para la alteración de la mente y el cuerpo, como el raelismo.
Mientras que la mayoría de pensadores asociados con el movimiento transhumanista se centran en las metas prácticas del empleo de la tecnología para ayudar a alcanzar vidas más largas y saludables, algunos consideran que la comprensión futura de la neuroteología y la aplicación de la neurotecnología permitirá a los humanos obtener un mayor control de los estados alterados de la conciencia, a menudo interpretados como «experiencias espirituales» y alcanzar de esta forma una mayor autoconciencia.
Para lograrlo, los tranhumanistas siguen perspectivas interdisciplinares para entender y evaluar las posibilidades de superar las limitaciones biológicas. Recurren a la prospectiva y a varios campos de la ética como la bioética, principalmente, pero no de forma exclusiva desde una perspectiva humanista secular, socialmente progresista y políticamente liberal. Al contrario de muchos filósofos, críticos sociales y activistas que dan un valor moral a la preservación de los sistemas naturales, los transhumanistas ven el concepto mismo de lo «natural» como una nebulosa problemática en el mejor de los casos y un obstáculo al progreso en el peor.
A este respecto, muchos partidarios del transhumanismo se refieren conjuntamente a los críticos al transhumanismo de la derecha y la izquierda como «bioconservadores» o «bioluditas», término que alude al ludismo, movimiento social del siglo XIX que se oponía al reemplazo de trabajadores manuales por máquinas.
Mientras que muchos transhumanistas adoptan una perspectiva abstracta y teórica sobre los beneficios de las tecnologías emergentes, otros han ofrecido propuestas específicas para modificar el cuerpo humano, algunas de ellas hereditarias.
Los transhumanistas a menudo están preocupados con los métodos de mejora del sistema nervioso humano. Aunque algunos proponen modificar el sistema nervioso periférico, mientras que el cerebro al ser considerado el denominador común de la humanidad se encuentra en el centro de las ambiciones transhumanistas.
De forma más general, los transhumanistas apoyan la emergencia y convergencia de tecnologías como la nanotecnología, biotecnología, tecnología de la información, ciencia cognitiva (NBIC), y tecnologías futuras hipotéticas, como la realidad virtual, inteligencia artificial, transferencia mental y criónica. Creen que los humanos pueden y deberían usar estas tecnologías para volverse más que humanos.
Apoyan el reconocimiento o la protección de la libertad cognitiva, la libertad morfológica y la libertad reproductiva como libertades civiles, para así garantizar a los individuos la elección de emplear las tecnologías de mejora humana en sí mismos y en sus hijos, y convertirse progresivamente en transhumanos y finalmente en poshumanos, lo que está considerado el clímax de la evolución participativa.
Algunos consideran que las técnicas de mejora humana y otras tecnologías emergentes podrían facilitar esta transformación a mediados del siglo XXI.
Un informe de 2002 titulado Converging Technologies for Improving Human Performance, encargado por la National Science Foundation y el Departamento de Comercio de los Estados Unidos, contiene descripciones y comentarios sobre el estado de la ciencia y tecnología NBIC de destacados científicos de estos campos. El informe discute los usos potenciales de estas tecnologías para alcanzar las metas transhumanistas de mejora del rendimiento y de la salud y también, los trabajos actuales en la planificación de aplicaciones de esas tecnologías de mejora humana en el ejército y en la racionalización de la interfaz hombre máquina en la industria.
Aunque los debates internacionales sobre las tecnologías convergentes y los conceptos de NBIC incluyen fuertes críticas a las orientaciones transhumanistas y su presunto carácter de ciencia ficción, las investigaciones en tecnologías de alteración del cerebro y del cuerpo se han acelerado bajo el patrocinio del Departamento de Defensa de los Estados Unidos, que está interesado en las ventajas en el campo de batalla que proporcionarían los supersoldados.
Algunos teóricos, como Raymond Kurzweil, creen que el ritmo de la evolución tecnológica se acelera progresivamente, y que en los siguientes cincuenta años no solo aparecerán avances radicales, sino que sobrevendrá una singularidad tecnológica, que puede cambiar la naturaleza fundamental de los seres humanos.
Los transhumanistas que prevén este cambio masivo por lo general sostienen que es deseable. Sin embargo, también estudian los posibles peligros de un cambio tecnológico extremadamente rápido, y, consecuentemente, proponen opciones para asegurar que la tecnología sea usada de forma responsable. Por ejemplo, Bostrom ha escrito mucho acerca de los riesgos existenciales para el futuro bienestar de la humanidad, incluyendo los posibles riesgos de las tecnologías emergentes.
En un ámbito más práctico, como proponentes del desarrollo personal y la modificación corporal, los transhumanistas tienden a emplear las tecnologías y técnicas existentes que supuestamente mejoran el rendimiento cognitivo y físico, y a seguir estilos de vida diseñados para mejorar la salud y la longevidad.
Dependiendo de su edad, algunos transhumanistas expresan su preocupación por no vivir lo suficiente como para disfrutar los beneficios de las tecnologías futuras. Sin embargo, muchos tienen gran interés en las estrategias de extensión de la vida, y en las investigaciones en criónica.
De esta forma se han tejido redes y comunidades transhumanistas regionales y globales para proporcionar apoyo a dichos objetivos y foros para la discusión de proyectos colaborativos.

### Práctica
Aunque algunos transhumanistas adoptan un enfoque abstracto y teórico de los beneficios percibidos de las tecnologías emergentes, otros han ofrecido propuestas específicas para modificar el cuerpo humano, incluyendo los hereditarios. Los transhumanistas a menudo se refieren a los métodos de mejora del sistema nervioso humano. Aunque algunos proponen la modificación del sistema nervioso periférico, el cerebro se considera el denominador común de la persona y por lo tanto es un objetivo principal de las ambiciones transhumanistas.
Como proponentes del automejoramiento y de la modificación corporal, los transhumanistas tienden a utilizar las tecnologías y técnicas existentes que supuestamente mejoran el rendimiento cognitivo y físico, mientras que participan en rutinas y estilos de vida diseñados para mejorar la salud y la longevidad. Dependiendo de su edad, algunos transhumanistas expresan su preocupación de que no van a vivir para cosechar los beneficios de las tecnologías futuras. Sin embargo, muchos tienen un gran interés en estrategias de extensión de vida, y en la financiación de la investigación en criónica con el fin de hacer que este último sea una opción viable en lugar de permanecer como un método no probado. Existen redes y comunidades con una serie de objetivos transhumanistas regionales y globales para proporcionar apoyo y foros de discusión y proyectos de colaboración.

### Tecnologías de interés

Tecnologías Convergentes, un reporte del 2002 explorando el potencial para la sinergia de lo nano-, bio-, info- y cogni-tecnologías, se ha convertido en un punto de referencia en un futuro cercano la especulación tecnológica.

Los transhumanistas apoyan la emergencia de nuevas tecnologías y la convergencia de tecnologías como la nanotecnología, biotecnología, tecnología de la información y ciencia cognitiva, y hipotéticas futuras tecnologías incluyendo la realidad simulada, inteligencia artificial, superinteligencia, transferencia mental, preservación química cerebral, y criónica. Ellos creen que los seres humanos pueden y deben utilizar estas tecnologías para convertirse en superhumanos o más que humanos.  Por lo tanto, apoyar el reconocimiento y / o protección de la libertad de conocimiento, libertad morfológica, y libertades procreativa como libertad civiles, a fin de garantizar a los particulares la posibilidad de usar tecnologías de mejora humana en sí mismos y sus hijos. Algunos especulan que las técnicas de mejora humana y otras nuevas tecnologías pueden facilitar la mejora humana más radical a más tardar el punto medio del siglo 21.  El libro de Kurzweil's La singularidad está cerca, y también el libro de Michio Kaku La física del futuro ambas promueven diversas tecnologías de mejora humana y dar una idea de cómo estas tecnologías pueden impactar en la raza humana.

## Política
Como todo movimiento, cuenta con sus posturas ideológicas que definen el partido y quien los defiende. Se llama extrapolítica a la política transhumanista, que significa salir de la política clásica o bioconservadora, y recibe su nombre del intento de la filosofía transhumanista por superar los límites humanos. Se la reconoce como la práctica que promueve una reforma estatal a fin de lograr un Estado Postdemocrático que resuelva los problemas sociales y a futuro logre implementar políticas para la mejora tecnológica del hombre. Cuenta con distintas ramas que definen cada criterio político. Estas se manifiestan según su prioridad respecto al uso de tecnología para mejorar el cuerpo humano o no, cómo actúa el Estado por sobre esta implementación, entre otros.

### Extropianismo
Seguido del movimiento, llegaron los principios que defienden su posición. En los comienzos, se reconocía a los transhumanistas con el principio de proacción, es decir, fomentando el crecimiento de una idea sobre el resto. Propuesto por Max More, basó su filosofía en la mejora del hombre amparando un sentimiento anarcocapitalista. El extropianismo, o filosofía de la extropía, defiende la modificación y crecimiento continuo a voluntad de la mente y el cuerpo humano. Se considera que la ciencia y la tecnología es lo que permitirá al humano crecer indefinidamente, trabajando con los ideales de evolución humana y progreso. Fue reconocido por ser el movimiento político transhumanista más antiguo.

El transhumanismo forma parte de un movimiento intelectual y cultural cuya posibilidad y conveniencia afirma una mejora fundamental de la humanidad a través de la razón aplicada. [..] El progreso no debe inclinarse ante el miedo, sino que debe proceder con los ojos bien abiertos.
Max More

### Transhumanismo Liberal
Zoltan Istvan proyecta una sociedad científica, el fin de las guerras y el surgimiento de prácticas deportivas acordes al potencial de los nuevos transhumanos. Es un movimiento político internacionalista que admite la participación extranjera en su agrupación. “Transhumanist Party” fue el primer partido político transhumanista que llevó a reconocer la posición liberal del movimiento en EE. UU., cuyo lema es “Poner la ciencia, la salud y la tecnología en la primera línea de la política americana”. Entre los valores que defiende, busca promover la libertad morfológica, es decir, fomentar el principio de soberanía individual sobre el cuerpo de cada uno para que todos puedan decidir sobre sí mismos, sin lastimar a otros. Defiende una doctrina política que afirma el desarrollo de la libertad individual sobre todo derecho. También proporcionan el proyecto de poder trabajar con la ciencia y la tecnología para eliminar todas las discapacidades humanas y los sufrimientos innecesarios.

### Postpoliticismo
Difundido por el Instituto de Extrapolítica y Transhumanismo, una organización peruana fundada por el estudiante Piero Gayozzo y dirigida por el profesor Víctor García-Belaúnde, dedicada al estudio y desarrollo de políticas transhumanistas (extrapolítica), el postpoliticismo es una vertiente del transhumanismo democrático. Apunta hacia la mejora del hombre como un proyecto de libre acceso que un estado Postdemocrático debe asumir en aras de lograr la posthumanidad y la práctica postpolítica. Propone la necesidad de superar las cuatro teorías políticas vigentes y rescatar lo mejor de cada una de ellas para implementarlas en cualquier país fijando como punto de partida el conocimiento científico. Se centra en la consecución de una Sociedad Avanzada, Tecnológica y Transhumanista. Se basa en la ética humanista secular y la filosofía científica de Mario Bunge. 

### Tecnooptimismo
Promovido por Kurztweil, es un pensamiento a favor del adelanto tecnológico que ha logrado la formación de una agrupación denominada Singularity University avocada al desarrollo de una súperinteligencia artificial. La iniciativa de Ray Kurztweil destaca el deseo manifiesto de utilizar la tecnología para construir un “mundo mejor”.

La Singularidad constituirá la culminación de la fusión entre nuestra existencia y pensamiento biológico con nuestra tecnología, dando lugar a un mundo que seguirá siendo humano pero que trascenderá nuestras raíces biológicas. En la post-Singularidad, no habrá distinción entre humano y máquina o entre realidad física y virtual. Si se pregunta sobre lo que seguirá siendo inequívocamente humano en un mundo así, la respuesta será: la nuestra es la especie que inherentemente busca expandir su alcance físico y mental más allá de sus limitaciones actuales.
Raymond Kurztweil

### Tecnoprogresismo
El tecnoprogresismo es reconocido como una vertiente del transhumanismo democrático de orientación izquierdista. Acepta que la mejora humana deba ser de acceso general en la sociedad y se basa en la convergencia entre el auge tecnológico y social. Luchan por la ideología de un crecimiento humano tecnológico siempre y cuando éste sea regulado democrática, transparente y equitativamente para las personas.
Consideran a la ciencia y a la tecnología como pilares de la investigación pero no como las únicas ramas para estudiarla. Las dimensiones éticas y sociales son las que pueden identificar los costos, riesgos y beneficios reales de una implementación de tal magnitud. Apoyan la decisión de las personas, sea mantener o modificar su intelecto o físico, a través de la tecnología disponible. Sin embargo, promueven que sea mediante un uso seguro, responsable y liberador de tecnologías emergentes como la elección genómica en la reproducción, los organismos genéticamente modificados, la nanotecnología, la inteligencia artificial y la geoingeniería.
Mantienen la creencia de que los problemas causados por la tecnología pueden ser manejados con la ayuda de vigilancia y regulación democrática. Promueve el respeto por los derechos como solución a los problemas que pueda causar la tecnología. Otro de los ejemplos a esta política es la afirmación de la globalización económica estable siempre y cuando esté acompañada de derechos laborales, protección al trabajador, leyes ambientales y gobernanza democrática mundial de los flujos de capital.

## Transhumanismo en los medios
Los medios y la ciencia ficción nunca se quedan atrás a la hora de explorar un movimiento nuevo. El pensamiento del humano mejorado por la tecnología es, para algunos, una aspiración y, para otros, una pesadilla. En diversos casos, el movimiento es representado por una persona o robot con inteligencia y habilidades superiores a la tradicionales que se encuentra dispuesto a ayudar y cooperar para las personas. En otros, se lo expresa como una sociedad distópica en la que un enemigo tecnológico posiciona a los humanos como inferiores al punto de solo causar destrucción. Sin embargo, existen obras que representan ambas posiciones ideológicas y, a pesar de tratar el mismo término, muestran al transhumanismo diferente. 

### Literatura
Ya en 1984, una posición ideológica muy fuerte respecto al transhumanismo se destacó con Neuromante (1984), escrita por William Gibson. Neuromante es considerada como la primera gran novela que dio forma al género cyberpunk, retrayendo al espectador en un futuro invadido por microprocesadores y en el que la información es la materia prima.

Escuche -dijo Case-, es una IA, ¿Sabe? Inteligencia artificial. La música que ustedes oyeron probablemente se metió en los bancos de aquí y cocinó lo que pensaba que les gustaría... [...] Wintermute era el cerebro de la colmena, el que tomaba las decisiones, el que hacía cambios en el mundo exterior. El Neuromante era la personalidad. El Neuromante era la inmortalidad. [...] En los bunkers, todo aquel...Gran escándalo. Despilfarraron una buena porción de carne joven y patriótica para probar alguna nueva tecnología, conocían las defensas de los rusos, como se supo después, conocían los empos, armas de pulso magnético. Enviaron a esos chicos sin importarles nada, sólo para ver.
William Gibson

Con dos años de diferencia entre una obra y la otra, William Gibson lanzó los dos libros siguientes a Neuromante, conformando así la Trilogía del Sprawl. Conde Cero (1986) se desarrolla en un futuro en el que las personas se conectan al ciberespacio por medios neuronales y la sociedad cuenta con multinacionales que dominan el mundo e inteligencias artificiales en la red. Seguida por la misma trama, la trilogía concibe su último libro con Mona Lisa Acelerada (1988).
Las más importantes novelas que han encarado directamente los temas transhumanistas y han estimulado el debate son Schismatrix de Bruce Sterling (1985), Blood Music (1985) de Greg Bear, The Xenogenesis Trilogy (1987-1989) de Octavia Butler; las novelas La Cultura (1987-2000) de Iain Banks; Mendigos en España (1990-1994) de Nancy Kress; muchos trabajos de Greg Egan desde principios de los años noventa, como Ciudad permutación (1994) y Diáspora (novela) (1997); The Bohr Maker (1995) de Linda Nagata; Extensa (2002) y Perfekcyjna niedoskonałość (2003) de Jacek Dukaj; Oryx y Crake (2003) de Margaret Atwood; Mindscan (2005) de Robert J. Sawyer; y las obras de Michel Houellebecq Las partículas elementales y La posibilidad de una isla. El reciente best seller de Dan Brown "Inferno" (2013), es una épica centrada en una visión que hace realidad un connotado transhumanista, que asume la corrección del problema de la superpoblación mediante alteración genética, trascendiendo fronteras y paradigmas sociológicos. La novela explica que el movimiento transhumanista, es una realidad de nuevas filosofías acompañado de la ciencia, que pronto dejará de ser minoritario. Natasha Vite-More también es reconocida por su obra The Transhumanist Reader: Classical and Contemporary Essays on the Science, Technology, and Philosophy of the Human Future (2013).

### Cine y televisión
Teniendo en cuenta las obras audiovisuales en sí, podemos destacar dos medios importantes. A pesar de que el cine y la televisión no tengan el mismo alcance ni sean lo mismo, muchas obras resurgentes en un medio fueron adaptadas para funcionar en el otro. 
Entre los casos más reconocidos pertenecientes a estos medios, se encuentran diversas posiciones ideológicas respecto al transhumanismo. Por un lado, Yo, robot comienza en una sociedad en la que las personas y los robots ya conviven pero luego una máquina es la principal sospechosa de un crimen. Sin embargo, muchos espectadores la consideran como una visión hacia un posible futuro si se sigue trabajando en priorizar las habilidades del robot por sobre las personas.
En las décadas inmediatamente anteriores al surgimiento de un explícito movimiento transhumanista, surgieron dispersos elementos transhumanistas en diferentes obras de ficción científica, entre otras Slan (1940) de A. E. van Vogt; la serie Lazarus Long (1941-87) de Robert A. Heinlein; Yo, robot (1950) de Isaac Asimov; El fin de la infancia (1953) y 2001: Una odisea del espacio (1968) de Arthur C. Clarke; Ciberíada (1967) de Stanisław Lem. 
Algunas obras con relación con el transhumanismo son las películas (Star Trek, 1979; Blade Runner, 1982; Gattaca, 1997; The Matrix, 1999, Lucy, 2014), las series de televisión (Ancient de Stargate SG-1 y Borg de Star Trek), manga y animé (Ghost in the Shell, Neon Genesis Evangelion) y series (The Six Million Dollar Man, Futurama, Black Mirror ) o abarcando cosas de este como Kamen Rider 555. Muchos de estos trabajos se consideran parte del movimiento cyberpunk y/o género denominado Postcyberpunk.

### Videojuegos
El movimiento transhumanista llegó también a los videojuegos. Entre los destacados y más reconocidos se encuentran las sagas Deus Ex (2000) y Metal Gear (1987). La primera saga mencionada retrata una sociedad futurista cuyos habitantes están divididos entre los que usan implantes para mejorar sus cualidades físicas e intelectuales. La segunda plantea directamente una especie mitad humano mitad máquina. Entre otros proyectos también se encuentran Bioshock (2007), Crysis (2007), Half-Life (1999), System Shock 2 (1999) y Cyberpunk 2077 (2020).

### Arte
Además de la obra de Natasha Vita-More, antes mencionada, el transhumanismo ha estado representado en las artes visuales por el Carnal Art, una forma de escultura originada por la artista francesa Orlan, que usa el cuerpo como medio y la cirugía plástica como método. El trabajo del artista australiano Stelarc se centra en la alteración de su cuerpo mediante prótesis robóticas e ingeniería de tejidos. Otros artistas cuyo trabajo coincidió con el florecimiento del transhumanismo y que exploraron temas relacionados con la transformación del cuerpo son la artista serbia Marina Abramović y el estadounidense Matthew Barney. En el año 2000 se dio inicio a un movimiento artístico ligado al concepto del cyborg, término acuñado por Manfred E. Clynes y Nathan S. Kline en 1960 para referirse a un ser humano mejorado que podría sobrevivir en entornos extraterrestres. Uno de los  proculsores del arte ciborg es el artista de origen hispano-irlandés Neil Harbisson y la artista española Moon Ribas . Si bien los exponenetes dentro de estas disciplinas tienen como origen Europa y Estados Unidos , en el último tiempo han surgido artistas en Latinoamérica como es el caso del chileno Esteban Celis, quien se implanto distintos dispositivos para sentir el campo magnertico de la tierra en su cuerpo. 

## Debate
La misma noción y perspectiva de mejoramiento humano y las cuestiones relacionadas despiertan controversia pública. Las críticas al transhumanismo y sus propuestas tienen dos formas principales: los que cuestionan la verosimilitud de las metas transhumanistas (críticas prácticas); y los que cuestionan los principios morales o visión del mundo que sostienen propuestas transhumanistas o subyacentes transhumanismo (críticas éticas en sí). Sin embargo, estas dos corrientes a veces convergen y se solapan, en particular cuando se considera la ética de cambiar la biología humana en la cara de un conocimiento incompleto.
Los críticos u opositores a menudo ven las metas transhumanistas como amenazas hacia el humanismo o los valores humanos. Algunos también argumentan que la firme defensa de un enfoque transhumanista para mejorar la condición humana podrían desviar la atención y los recursos del cambio social o de problemáticas sociales. A veces, sin embargo, hay fuertes desacuerdos acerca de los principios involucrados, con puntos de vista divergentes sobre la humanidad, naturaleza humana, y la moralidad de las aspiraciones transhumanistas.
Algunas de las críticas más conocidas del programa transhumanista se refieren a las novelas y películas de ficción. Estas, a pesar de presentar mundos imaginarios en lugar de los análisis filosóficos, se utilizan como piedras de toque para algunos de los argumentos más formales. Antonio Diéguez en su libro Transhumanismo: La búsqueda tecnológica del mejoramiento humano hace un análisis crítico sobre si el propósito transhumanista es a la larga no sólo sean realizable sino deseable. Desde un punto de vista científico, Diéguez pone de manifiesto cómo la necesidad de financiación ha convertido la investigación científica en el “negocio de las promesas".

### Viabilidad
El sociólogo Max Dublin, en su libro Futurehype: The Tyranny of Prophecy (cuya traducción es ‘la exageración del futuro: la tiranía de la profecía’), comenta varias predicciones fallidas pasadas acerca del progreso tecnológico y argumenta que las predicciones futuristas modernas serán también desacertadas. También critica lo que ve como cientifismo, fanatismo y nihilismo en el transhumanismo y encuentra paralelismos históricos entre las religiones milenarias y las teorías marxistas.
En su libro de 2002 Redesigning Humans: Our Inevitable Genetic Future ("Rediseñando humanos: nuestro inevitable futuro genético"), el biofísico Gregory Stock, a pesar de sus simpatías hacia el movimiento transhumanista, se muestra escéptico acerca de la viabilidad técnica o la posible popularidad de una cyborguización de la humanidad al estilo de la predicha por Raymond Kurzweil, Hans Moravec y Kevin Warwick. Cree que durante el siglo XXI, muchos humanos se integrarán profundamente en sistemas mecánicos, pero seguirán siendo principalmente biológicos y pronostica que los cambios principales en la forma y el carácter no provendrán del cyberware, sino de la manipulación directa de la genética, el metabolismo y la bioquímica.
Los pensadores que defienden la verosimilitud del cambio tecnológico masivo a corto plazo enfatizan lo que describen como un patrón de incremento exponencial en las capacidades tecnológicas humanas. Este énfasis es muy claro en la obra de Damien Broderick, especialmente en The spike (La púa, 1997), que contiene pronósticos sobre un futuro radicalmente modificado. Kurzweil desarrolla esta línea con más detalle en su libro de 2005 The singularity is near (La singularidad está cerca). Broderick destaca que muchas de las predicciones que parecían imposibles en los inicios de la ciencia ficción se han cumplido, como la energía nuclear y los viajes espaciales a la luna. También argumenta que las predicciones actuales se basan en el racionalismo, y que observadores como Kurzweil han predicho con éxito pasadas innovaciones.

### Excesiva autoconfianza
La primera categoría se basa en lo supuestamente inapropiado del hecho de que los seres humanos se coloquen a sí mismos en el lugar de Dios. Este punto de vista está ejemplificado por la declaración del Vaticano de 2002 Comunión y corresponsabilidad: Personas humanas creadas a imagen de Dios, en la que se declara que «Cambiar la identidad genética del hombre como persona humana mediante la producción de seres infrahumanos es radicalmente inmoral», puesto que tal cosa supondría que «el hombre tiene pleno derecho de disponer de su propia naturaleza biológica». Al mismo tiempo, califican la creación de un superhombre o de un ser espiritualmente superior como «impensable», dado que la verdadera perfección solo puede provenir de la experiencia religiosa. Los teólogos cristianos y activistas laicos de varias iglesias y denominaciones han expresado objeciones similares al transhumanismo y afirman que los cristianos alcanzarán en el más allá lo que prometen algunas corrientes radicales del transhumanismo, tales como una extensión de vida infinita o la abolición del sufrimiento. En este punto de vista, el transhumanismo es solo otro representante de la larga línea de movimientos utópicos que tratan de crear "el cielo en la tierra".

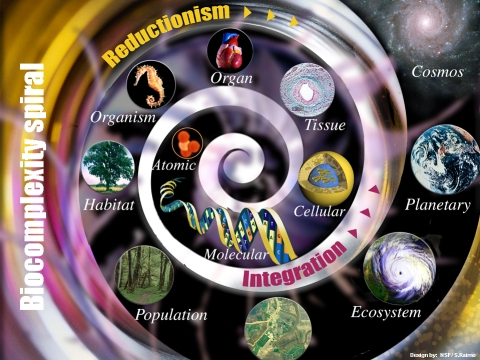
La espiral de la biocomplejidad es una representación de la complejidad de los múltiples niveles de organismos en su medio ambiente, que es visto por muchos críticos como el último obstáculo para la ambición transhumanista.

Otra crítica se dirige principalmente a la genética, la cual Jeremy Rifkin definía como "la modernización de los organismos existentes y diseño de otros totalmente nuevos con la intención de perfeccionar su desempeño", y, más específicamente, los intentos para lograr las metas transhumanistas por medio de la modificación genética humana de embriones para crear "bebés de diseño". Se hace hincapié en el tema de la biocomplejidad y la imprevisibilidad de los intentos de orientar el desarrollo de productos de origen biológico evolutivo. Este argumento, elaborado en particular por el biólogo Stuart Newman, se basa en el reconocimiento de que la transferencia nuclear celular y germinal de ingeniería genética en los animales es propensa a errores que inherentemente perjudican a la morfología y desarrollo embrionario. En consecuencia, por lo que se argumenta, crearía riesgos inaceptables para utilizar tales métodos en embriones humanos. La realización de experimentos, en particular los que tienen consecuencias biológicas permanentes en los seres humanos en desarrollo, serían una violación de los principios aceptados que rigen la investigación en sujetos humanos. Por otra parte, debido a mejoras en los resultados experimentales de una especie no son automáticamente transferibles a una nueva especie sin experimentación, se afirma que no existe ninguna ruta ética hacia la manipulación genética de los seres humanos en las etapas tempranas del desarrollo.
Sin embargo, desde un punto de vista práctico, los protocolos internacionales sobre investigación de la condición humana no representan un obstáculo legal a los intentos de los transhumanistas de mejorar sus capacidades mediante la ingeniería genética. De acuerdo con la experta en leyes Kirsten Rabe Smolensky, las leyes existentes protegerían a los padres que eligiesen mejorar el genoma de sus hijos.
Los pensadores religiosos que apoyan las metas transhumanistas, como los teólogos Ronald Cole-Turner y Ted Peters, rechazan el primer argumento, sosteniendo en cambio que la doctrina de la cocreación obliga al uso de la ingeniería genética para mejorar la biología humana.
Los transhumanistas y otros partidarios de la ingeniería genética no rechazan completamente el segundo argumento, pues hay una gran incertidumbre sobre los resultados de los experimentos en ingeniería genética en humanos. Sin embargo, los transhumanistas dicen que el mayor riesgo descansa en no usar ingeniería genética, porque las tecnologías actuales ya amenazan el entorno y un gran número de humanos muere por causas potencialmente solucionables. Esto implica que los beneficios potenciales de las tecnologías de mejora humana superan los peligros potenciales, así que el imperativo moral, si hay alguno, sería empezar a usar estas tecnologías tan pronto como sea posible. Además, los transhumanistas añaden que «alterar la naturaleza» es algo que los humanos han hecho durante milenios con beneficios tangibles. Ante esto, el bioético James Hughes sugiere la posibilidad de construir modelos computerizados del genoma humano, así como de las proteínas y los tejidos que se encuentran codificados en el mismo. Los avances exponenciales en la bioinformática permitirán, según Hughes, anticipar los posibles efectos de la ingeniería genética en humanos mediante su previa experimentación en un modelo virtual. Por su parte, el profesor de salud pública Gregory Stock considera los cromosomas artificiales como una opción más segura que las técnicas de ingeniería genética existentes.

### Trivialización de la identidad humana

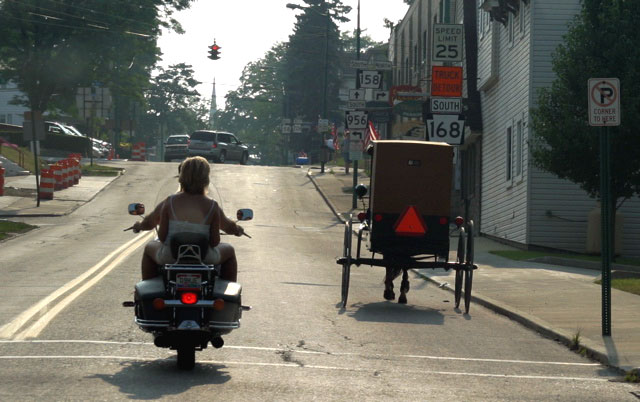
En Estados Unidos los Amish son un grupo religioso conocido por evitar de ciertas tecnologías modernas. Los transhumanistas argumentan que en el futuro cercano es probable que existan los "Humanish", referencia a personas que optan por "seguir siendo humanos", cuya elección creen que debe ser respetada y protegida.

En el libro de 2003 Enough: Staying Human in an Engineered Age, el ético ambientalista Bill McKibben argumentó extensamente contra buena parte de las tecnologías apoyadas por los transhumanistas, incluyendo la elección en la línea germinal, la nanomedicina y las estrategias de prolongación de la vida. Aseguraba que estaría moralmente mal que los humanos modificaran aspectos sustanciales de sí mismos (o de sus hijos) en un intento de superar limitaciones universales como el envejecimiento, la mortalidad, y la limitación biológica de las habilidades cognitivas o físicas. Los intentos de mejorarse a sí mismos a través de tal manipulación conllevarían eliminar las barreras que forman el necesario contexto de la experiencia humana y su libertad de elección. Argumenta que en un mundo donde tales limitaciones hubieran sido superadas por la tecnología, la vida humana habría dejado de tener sentido.
Debería incluso renunciarse, según McKibben, al objetivo de la elección parental en la línea germinal con objetivos claramente terapéuticos, puesto que de permitirse no tardarían en surgir tentaciones de llevar la modificación a terrenos como el de las capacidades cognitivas. McKibben afirma que es posible que una sociedad renuncie voluntariamente a ciertas tecnologías y pone por ejemplo la China Ming, el Japón Tokugawa y a los actuales Amish.
Giuseppe Vattino, un partidario del transhumanismo elegido como miembro del Parlamento en Italia, cree que aunque transhumanismo puede hacernos menos humanos, hay consecuencias tanto positivas como negativas. Él cree que transhumanismo hará a las personas "menos sujetas a los caprichos de la naturaleza, como las enfermedades o los fenómenos climáticos extremos".
Los transhumanistas y otros partidarios de la modificación tecnológica de la biología humana, tales como el periodista científico Ronald Bailey, rechazan, por extremadamente subjetivas, las afirmaciones de que la vida sería percibida como carente de sentido si algunas de las limitaciones humanas fueran superadas gracias a las tecnologías de perfeccionamiento humano. Desde su punto de vista, dichas tecnologías no eliminarían el grueso de los retos a los que se enfrentan el individuo y la sociedad. Sugiere que una persona con mayores capacidades se enfrentaría a mayores y más complejos retos, y continuaría encontrando un sentido en la lucha por superarlos y alcanzar la perfección. Bailey también argumenta que los ejemplos históricos de McKibben son equívocos y que llevan a distintas conclusiones cuando se estudian con detenimiento.

### División genética
Algunos autores críticos con la corriente del transhumanismo libertario se han centrado en las consecuencias socioeconómicas que estas tecnologías tendrían sobre sociedades con crecientes desequilibrios en la renta. Bill McKibben, por ejemplo, sugiere que las tecnologías de perfeccionamiento humano estarían desproporcionadamente a disposición de aquellos con más recursos financieros, ampliando, por tanto, la brecha entre ricos y pobres y creando una brecha genética.
Lee Silver, biólogo y divulgador científico que acuñó el término reprogenética y que ha apoyado sus aplicaciones, ha mostrado, no obstante, su preocupación de que tales métodos podrían crear una sociedad profundamente dividida entre los que tienen acceso a tales tecnologías y los que no, si las reformas de carácter socialdemócrata continúan sin ir al paso del avance tecnológico.
Los críticos que expresan tales preocupaciones no aceptan necesariamente la tesis transhumanista de que la modificación genética sea un valor positivo; al parecer de algunos, debería ser desanimada, o incluso prohibida, puesto que dotaría de aún más poder a aquellos que ya son poderosos.
Estas críticas también son compartidas por los transhumanistas no-libertarios, especialmente los denominados transhumanistas democráticos en el seno de la WTA, que creen que los problemas sociales y ecológicos deben ser tratados mediante una combinación de reformas políticas y tecnológicas (tales como una renta básica universal o las energías alternativas). Por tanto, el bioético James Hughes, en su libro Citizen Cyborg: ¿Por qué las sociedades democráticas deben responder ante el hombre rediseñado del futuro? considera que los progresistas y en especial los tecnoprogresistas deben formular y aplicar políticas públicas (tales como bonos de sanidad pública universal que cubran las tecnologías de perfeccionamiento humano) con el objetivo de atenuar la división causada por la disparidad en el acceso a las tecnologías emergentes, en lugar de sencillamente decidir prohibirlas. Esta última opción, argumenta, sería aún más peligrosa, pues podría agravar el problema, originando una situación en la que estas tecnologías solo estarían a disposición de los ricos, bien en el mercado negro o en países donde dicha prohibición no se aplicase.

### Deshumanización
Tanto el activista biopolítico Jeremy Rifkin como el biólogo Stuart Newman aceptan que la biotecnología tiene el poder de llevar a cambio profundas modificaciones en la identidad de los organismos. Sin embargo se oponen a la modificación genética de los humanos ante el temor de que se difumine la frontera entre el hombre y su creación.
El filósofo Keekok Leeve considera tales cambios como producto de una acelerada modernización en la que la tecnología se ha usado para transformar lo natural en artefactual.
En la revista Reason, Ronald Bailey ha acusado a estos críticos de la investigación en animales de caer en el alarmismo cuando figuran que tales experimentos llevarán a la creación de criaturas subhumanas con una inteligencia o cerebro parecidos a los del ser humano. Bailey insiste en que el único objetivo de dichas investigaciones es lograr avances médicos.
Una respuesta diferente procede de los teóricos de la personalidad, transhumanistas que objetan contra lo que consideran una antropomorfobia al estilo de lo que el escritor Isaac Asimov llamó el complejo de Frankenstein. Según su visión, cualquier clon humano, animal modificado o inteligencia artificial que demostrase ser autoconsciente, sería considerado una persona merecedora de respeto, dignidad y derechos de ciudadanía. Consecuentemente argumentan que el problema no estaría en la creación de supuestos monstruos, sino en el factor-repugnancia y en el especismo que juzgaría y trataría a tales seres como monstruosos.